# يواخيم كرول
يواخيم كرول (بالألمانية: Joachim Kroll) هو قاتل متسلسل ألماني كان قد قتل 14 شخصا خلال عشرين عاما، وبدأ منذ ضحيته السادسة في منتصف الستينيات يتذوق طعم اللحم البشري.
في يوليو 1976 اقتحمت الشرطة شقته ووجدوا بها أكياساً من البلاستيك مليئة باللحم البشري موضوعة في ثلاجة, ووجدوا على موقد مطبخه وعاءً يغلي بهدوء به خليط من الجزر والبطاطس مع يد لطفلة صغيرة مفقودة.